# Кокулло
Кокулло (італ. Cocullo) — муніципалітет в Італії, у регіоні Абруццо,  провінція Л'Аквіла.
Кокулло розташоване на відстані близько 110 км на схід від Рима, 50 км на південний схід від Л'Акуїли.
Населення — 249 осіб (2014).

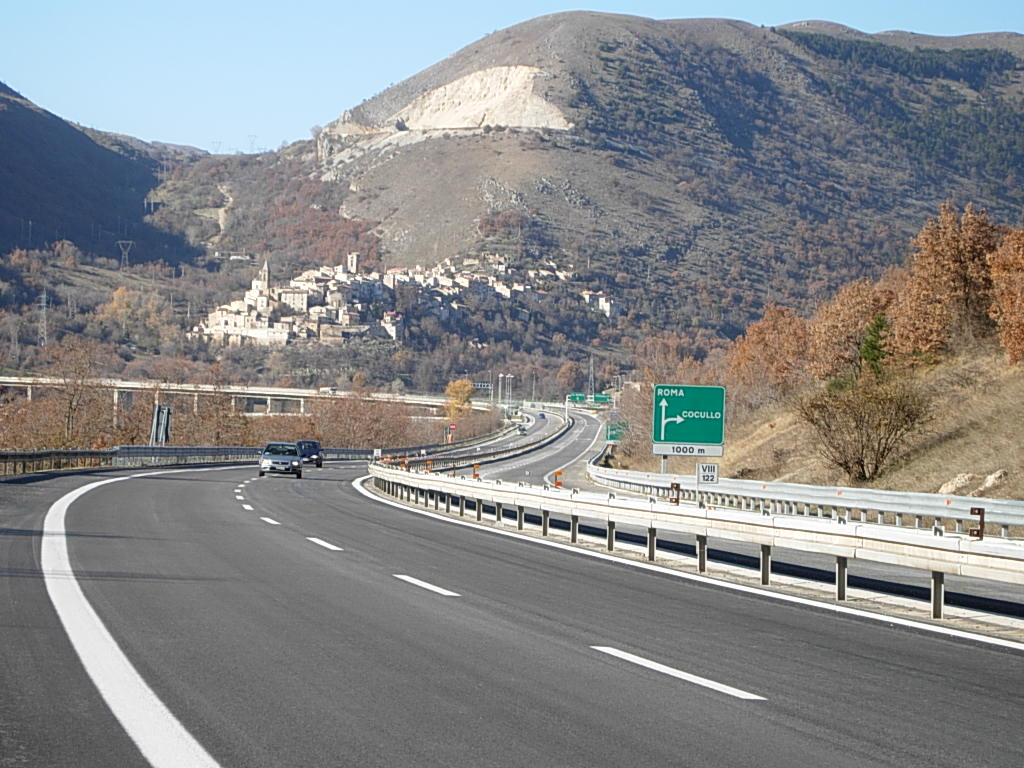

Щорічний фестиваль відбувається першого четверга травня. Покровитель — San Domenico abate.

## Демографія
Населення за роками:

Станом на 1 січня 2023 року в муніципалітеті офіційно проживало 8 іноземців з 4 країн, серед них 7 громадян країн Євросоюзу.

## Сусідні муніципалітети
- Анверса-дельї-Абруцці
- Буньяра
- Кастель-ді-Іері
- Кастельвеккьо-Субекуо
- Горіано-Сіколі
- Ортона-дей-Марсі
- Прецца